# رود سانتاکروز
رود سانتاکروز (به اسپانیایی: Río Santa Cruz) رودی در استان سانتاکروس آرژانتین با جریان متوسط ۷۹۰ مترمکعب در ثانیه است. این رود از کناره دریاچه‌های ویدما و آرخنتینو آغاز می‌شود و پس از طی ۳۸۵ کیلومتر و ایجاد یک دلتا به اقیانوس اطلس می‌ریزد. از آب رود برای تولید برق و آبیاری مزارع استفاده می‌شود.